# KimdongrYULE
《KimdongrYULE》은 김동률이 2011년 발매한 5.5집이자 EP이다. 크리스마스 특집 기념으로 발매되었다.

## 개요
2008년 이후로는 3년여 만이며, 2010년 이상순과 '베란다 프로젝트'를 결성해서 냈던 앨범 'Day Off' 이후 1년 만에 낸 앨범으로, 약 한 달 정도 남겨두었던 크리스마스를 감안해 전체적인 앨범 디자인을 크리스마스 분위기로 꾸며둔 게 특징이다.

특이한 점은 이승환의 '천일동안' 급 '빅 발라드'를 도입했다는 점이다. 그동안 김동률의 곡은 웅장하지만 내지르는 곡들은 거의 없었는데, 이번 앨범의 타이틀 곡인 〈Replay〉는 처음에 조용하다가 막판에 내지르는, 빅 발라드 구조를 도입했다.

그 외에도 박새별과 듀엣으로 함께한 〈새로운 시작〉, Friends(유희열, 이상순, 마이 앤트 메리의 정순용, 황성제, 정재형, 하동균, 원티드의 김재석, 박정현, 이영현, 이적, 존 박, 하림, 나윤권, 윤상, 스윗 소로우)의 피쳐링이 돋보이는 〈우리가 세상을 살아가는 법〉 등이 있다.

## 트랙리스트
1. Prayer - 02:01
2. 크리스마스잖아요 - 04:16
3. 크리스마스 선물 - 02:29
4. 겨울잠 - 03:44
5. 새로운 시작 (Feat. 박새별) - 05:02
6. 한 겨울밤의 꿈 - 03:53
7. Replay - 05:36
8. 우리가 세상을 살아가는 법 (Feat. Friends) - 05:42